# Язык спецификаций
Язык спецификаций — формальный язык, предназначенный для декларативного описания структуры, связей, свойств данных и способов их преобразований, (в отличие от активных языков) без явного упоминания порядка выполняемых действий и использования конкретных значений данных.
В отличие от языков программирования, используемых при реализации компьютерных программ, языки спецификаций применяются для проведения системного анализа, анализа требований, разработке  архитектуры создаваемых программных систем и формальной верификации программного обеспечения.
Различные языки спецификаций используются для описания структуры информационной системы, моделей предметной области и других задач, связанных с разработкой ПО и БД (UML, ERD, DFD) и могут иметь как текстовый, так и бинарный формат, а также графическое представление конструкций языка. Применяются они также для описания интерфейсов пользователя (XUL, XAML), шаблонов отчётов, преобразования документов, а также в качестве форматов передачи данных между приложениями в распределённых информационных системах (XML, JSON, CLEAR). Ещё одно применение языков спецификации — описание структур баз данных, а именно — декларативная часть SQL обычно называется Data Definition Language (DDL). При синтаксическом анализе и разборе (парсинге) применяются языки спецификаций, например, форма Бэкуса — Наура и ABNF (англ. augmented Backus-Naur form — расширенная форма Бэкуса — Наура) являются общепринятыми формальными языками спецификации сетевых протоколов и даже синтаксиса активных языков программирования; регулярные выражения аналогичны выше упомянутым нотациям, однако форма записи регулярных выражений в десятки раз компактнее, и хорошо разработаны алгоритмы парсинга с их помощью, а поддержка регулярных выражений осуществлена в подавляющем большинстве современных языков программирования.

## Методы спецификаций

### Признаки
Методы спецификации можно классифицировать по нескольким признакам:
- Парадигма (смена состояний, алгебра, алгебра процессов, логика)
- Степень формальности (формальный, полуформальный, неформальный)
- Наличие графического представления
- Объектная ориентированность
- Поддержка параллелизма (англ. concurrency)
- Выполнимость спецификации для имитационного моделирования системы (англ. executability)
- Использование переменных
- Детерминированность/недетерминированность
- Логика (первого или более высокого порядка)
- Доказуемость
- Возможность проверки моделей
- Подавление событий (возможность может присутствовать, отсутствовать или не быть применимой к данному методу)

### Языки спецификации по парадигмам
Использующие парадигму смены состояний:
- Action systems (системы действий)
- ASM
- B-нотация
- ДРАКОН
- Event B
- Estelle
- LOTOS и e-LOTOS (Language of Temporal Ordering Specification)
- Сеть Петри и сеть Петри с объектами
- SAZ (комбинированный метод)
- Specification and Description Language (SDL)
- TLA⁺
- UML-B
- UML-Z
- VHDL
- Z-нотация

Алгебраическая парадигма:
- CASL (Common Algebraic Specification Language)

Алгебра процессов:
- EB³ (Entity-Based Black Box)

Логика:
- Coq